# Alice Bailey

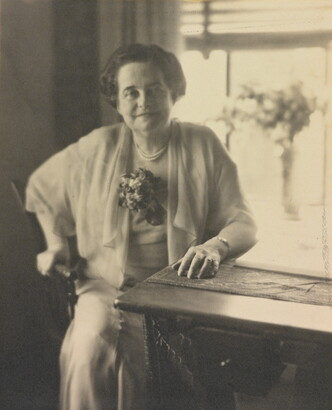
Alice Bailey (1940er Jahre)

Alice Bailey (geborene Alice Ann LaTrobe Bateman, abgekürzt häufig A.A.B. bzw. AAB genannt; * 16. Juni 1880 in Manchester; † 15. Dezember 1949 in New York) war eine englisch-US-amerikanische Theosophin, Esoterikerin und Autorin. Sie war die Gründerin der Arkanschule sowie einer Reihe weiterer damit in Zusammenhang stehender Organisationen.

## Leben

### Kindheit, Berufe, Ehe und Kinder
Bailey wurde am 16. Juni 1880 in Manchester als ältere von zwei Töchtern von Frederic Foster LaTrobe Bateman und Alice Hollinshead (1857–1886) geboren. Der Vater war Bauingenieur, die Familie reich. Die Mutter starb 1886 und der Vater 1889, beide an Tuberkulose, und Bailey kam in die Obhut ihres Großvaters John Frederic LaTrobe Bateman und dessen Frau. Nach deren Tod um 1893 übernahmen ihre Tante Dora LaTrobe Bateman und ihr Mann Brian Barttelot die Vormundschaft. In der Kindheit unternahm Bailey mit den Eltern zahlreiche Reisen nach Kanada, in die Schweiz und nach Frankreich und lebte auf verschiedenen Landsitzen in Schottland und England.
Sie durchlebte eine strenge, aber behütete Kindheit; von 1892 bis 1898 erhielt sie eine klassische Erziehung durch eigens angestellte Erzieher und Hauslehrer und war anschließend bis 1900 in einem Mädchenpensionat in London. Danach wirkte sie etwa ein Jahr als Lehrerin und als Missionarin bei der British Army. Sie hielt in Irland und Indien Bibelvorlesungen und Andachten vor Soldaten ab, betätigte sich als Krankentrösterin und Sterbebegleiterin und organisierte Soldatenheime. Ab 1906 erlitt sie eine Reihe von Schwächeanfällen, musste mehrmals zur Erholung nach Großbritannien zurückkehren und gab 1907 diese Tätigkeit deswegen auf.
Bei ihrer Arbeit in Indien lernte sie um 1905/06 Walter Evans kennen, der als Soldat bei der Kavallerie diente. Als kurz darauf seine Dienstzeit bei der Armee endete, ging Evans in die USA und schloss sich der Episcopal Church an, um Priester zu werden. 1908 heirateten Bailey und Evans in Castramont (in Dumfries and Galloway). Daraufhin übersiedelten sie in die USA nach Cincinnati, wo Evans am Lane Theological Seminary sein Theologiestudium fortsetzte und nach seiner Ordination um 1910 in San Joaquin in Kalifornien wirkte. Es folgten mehrere Umzüge in immer schwieriger werdenden finanziellen Verhältnissen und die Geburt dreier Töchter. Die Ehe war zunehmend von Entfremdung geprägt, ab 1915 lebten sie getrennt und 1919 wurde die Ehe geschieden. Um überleben zu können, arbeitete Bailey in dieser Zeit in einer Konservenfabrik.
1919 lernte sie in der Theosophischen Gesellschaft Foster Bailey (1888–1977) kennen und heiratete ihn Ende 1920 in New York City. Foster war ursprünglich Rechtsanwalt gewesen, nach seinem Dienst in der U.S.Army während des Ersten Weltkrieges kehrte er nicht mehr in seinen Beruf zurück, sondern widmete sich ganz der Theosophie und Freimaurerei. Diese Ehe blieb kinderlos.

### Theosophie
Nach der Trennung von ihrem ersten Mann kam sie 1915 mit der Theosophie in Berührung und trat im selben Jahr einer Loge der Theosophischen Gesellschaft Adyar (Adyar-TG) in Pacific Grove bei. Hier begann sie sich mit den Lehren der Theosophie zu beschäftigen, studierte Helena Blavatskys Werk Die Geheimlehre und Annie Besants Studie über das Bewusstsein. Nach kurzer Zeit hielt sie selbst theosophische Vorträge und zog Ende 1917 nach Hollywood, da sich damals im naheliegenden Krotona (bei Ojai) das Hauptquartier der Amerikanischen Sektion der Adyar-TG befand, um näheren Kontakt zur Zentrale halten zu können. Dort übernahm sie die Leitung des Kasinos, wirkte als Köchin und in der Gästebetreuung. 1918 wurde sie in die Esoterische Sektion der Adyar-TG aufgenommen und Ende 1919 Chefredakteurin der theosophischen Zeitschrift The Messenger (Der Bote). Zur gleichen Zeit (Ende 1919) wurde Foster Bailey Präsident der Adyar-TG für Kalifornien.
In der Esoterischen Sektion lernte sie die damals dort herrschenden Dogmen, Macht- und Konkurrenzkämpfe und Auseinandersetzungen kennen. Wer zu jener Zeit nicht Mitglied in der Esoterischen Sektion war, konnte keine leitende Position in einer theosophischen Loge innehaben. Dadurch beherrschte die Esoterische Sektion, mit Annie Besant an der Spitze, in nahezu autokratischer Weise das Geschehen in den nur auf dem Papier weitgehend autonomen Logen. 1920 kam es zum Eklat zwischen den gemäßigten Kräften, die für mehr Autonomie eintraten, und den Mitgliedern der Esoterischen Sektion. Letztere entschieden diesen Machtkampf für sich, woraufhin eine Reihe von Mitgliedern die TG verließen. In Folge wurden noch 1920 Bailey und ihr Mann, die auf Seiten der gemäßigten gestanden hatten, ihren leitenden Posten enthoben, ebenso verlor sie ihre Beschäftigung im theosophischen Kasino. Beide blieben jedoch weiterhin Mitglieder der Adyar-TG.

### Arkanschule und Lucis Trust
Ohne jeglichen Einfluss in der Adyar-TG, ohne Arbeit und damit ohne Einkommen nahm die Bailey-Familie ein Angebot von Ernest S. Suffern (1880–1975) an, der ihnen ein Haus in Ridgefield Park an der Ostküste anbot und Foster eine Sekretärsstelle bei der Theosophical Association of New York besorgte. Im nahe gelegenen New York rief Bailey 1921 eine Studiengruppe zur Vertiefung in Die Geheimlehre ins Leben, manchmal auch als Theosophical Association bezeichnet. Diese hatte einen guten Start und fand schnell eine größere Zahl von Zuhörern.
1922 gründete sie zusammen mit ihrem Mann die Lucifer publishing company (Luzifer Verlagsgesellschaft), in dieser veröffentlichte sie ihre Bücher (siehe unten). Nachdem es wegen der Namensgebung Lucifer, in der christlichen Tradition mit Satan gleichgesetzt, zu Problemen und Missverständnissen gekommen war, änderte sie 1924 den Namen auf Lucis publishing company (oder Lucis Trust publishing company). Später entstand daraus die Dachorganisation Lucis Trust für eine ganze Reihe von ihr ins Leben gerufener Gesellschaften. Lucis ist nur ein anderer Name für Luzifer, in der theosophischen Tradition mit Lichtbringer übersetzt, also positiv gemeint und gab weniger Anlass zur Kritik.
Richard Prater, Schüler von Helena Blavatsky und Freund von William Quan Judge, besuchte 1921 Baileys Studiengruppe und war davon so angetan, dass er ihr alle Schüler einer von ihm geleiteten Geheimlehre-Gruppe zuführte. Prater übergab Bailey auch die vollständigen Lehrunterlagen der Esoterischen Sektion, welche er von Judge erhalten hatte. In diesen fand sie eine Notiz Blavatskys, die Esoterische Sektion in Arkanschule (The Arcane School) umzubenennen. Bailey entschloss sich daraufhin im April 1923 ihrer Studiengruppe diesen Namen zu geben. Später wurde auch die Arkanschule in den Lucis Trust integriert, wo sie bis heute besteht.
Als Bailey im Sommer 1922 für mehrere Monate abwesend war, begann sie, für den Weiterbestand der Studiengruppe wöchentliche Lehrbriefe über die Geheimlehre an die Mitglieder zu versenden, um den Studienbetrieb auch ohne ihre Anwesenheit aufrechterhalten zu können. Diese erwiesen sich als sehr erfolgreich, daraufhin verschickte sie diese auch an den wachsenden Kreis jener Personen, welche sich aufgrund ihrer seit 1922 erschienenen Bücher ratsuchend an sie wandten. Vor allem aber integrierte sie das Material der Esoterischen Sektion, das sie ja von Richard Prater erhalten hatte, in diese Fernlehrbriefe und baute damit eine vollständige Fernlehr-Initiationsschule auf – die Arkanschule. Die Nachfrage nach den Lehrbriefen stieg sprunghaft an, eine Reihe jener Theosophen, die 1920 nach den oben erwähnten Streitigkeiten die TG verlassen hatten, wurden nun Mitglieder der Arkanschule. Es bildeten sich auch an anderen Orten Schülergruppen, die anhand ihrer Lehrbriefe studierten, die Arkanschule wuchs, und der Briefversand wurde nach Anfangsschwierigkeiten professionell organisiert. Später löste sie die Schülergruppen auf, und die Lehrbriefe wurden nur mehr an Einzelpersonen verschickt, die untereinander keinen Kontakt mehr hatten. Im April 1922 riefen Bailey und ihr Mann auch die Zeitschrift The Beacon (Die Leuchte/Der Leitstern) ins Leben, die bis heute erscheint.
Noch in den 1920er-Jahren waren auch Personen in Europa ihrer Arkanschule beigetreten und erhielten ihre Lehrbriefe. Auf Anregung von Olga Fröbe gründete sie daraufhin im Frühjahr 1931 in Ascona die erste Außenstelle der Arkanschule. Bailey und ihr Mann blieben bis 1933 in der Schweiz, hielten eine Reihe von Vorträgen und Werbeveranstaltungen für die Arkanschule ab und organisierten den Lehrbriefversand. Später wurde diese Außenstelle nach Genf verlegt, es folgten Arkanschulen in London und Buenos Aires.
1932 rief Bailey, nach ihrer Aussage auf Anweisung von Djwal Khul einem Meister der Weisheit, die Organisation World Goodwill (Guter-Wille-Bewegung oder Gruppe der Weltdiener) ins Leben. 1937 folgten die Triangles (Dreiecke), wobei alle Organisationen unter dem Dach des Lucis Trusts arbeiteten.

### Literarisches Werk
Baileys eigenen Angaben zufolge erschien ihr bereits am 30. Juni 1895, sie war 15 Jahre alt, erstmals ein Meister der Weisheit mit Namen Kuthumi. Dieser soll sie an einen anderen „Meister“ mit Namen Djwhal Khul, auch Der Tibeter („The Tibetan“) genannt „vermittelt“ haben. Bailey behauptete, im November 1919 erstmals die Stimme dieses „Tibeters“ zu gehört zu haben. Nach anfänglicher Ablehnung erfüllte sie dann angeblich seinen Wunsch, einige Bücher zu schreiben und zu veröffentlichen, wobei die Worte des „Meisters“, wie Bailey betonte, nichts mit automatischem Schreiben oder medialen Durchgaben zu tun hätten. Sie meinte vielmehr, den „Meister“ zu hören und die Gedanken, die in ihr Gehirn hineingesenkt wurden niederzuschreiben. Jedenfalls begann sie ab Ende 1919 eine Reihe von teils sehr umfangreichen Büchern zu schreiben. Bailey behauptete, dass von ihren insgesamt 25 Werken, 18 von Djwal Khul stammten, zwei schrieb sie mit seiner Hilfe nieder und fünf sollen von ihr selbst verfasst sein.
Als 1920 Bahman Pestonji Wadia, der zu dieser Zeit zu Besuch in Krotona weilte, das Manuskript des ersten Kapitels des so entstandenen ersten Werkes Initiation, menschliche und solare Einweihung las, meinte er, dies müsste sofort veröffentlicht werden. Von Februar bis November 1921 erschienen in der Zeitschrift The Theosophist insgesamt fünf Artikel über das vom „Meister“ durchgegebene, dann wurde die weitere Veröffentlichung eingestellt, da Bailey ab 1922 als Konkurrenz zur Adyar-TG angesehen wurde. Wie bereits erwähnt erschienen ab 1922 ihre sämtlichen Werke in der eigenen Lucifer Publishing Company bzw. ab 1924 Lucis Publishing Company.
Tenor ihrer Schriften ist das Vorhandensein einer Gruppe von höheren Wesen auf dieser Erde, eben der erwähnten Meister der Weisheit. An der Spitze dieser Gruppe, welche Bailey als die geistige Hierarchie unseres Planeten bezeichnet, steht angeblich Christus, der als überkonfessioneller Weltlehrer verstanden wird und im Einklang mit Buddha das Liebe-Weisheit Prinzip verkörpert. Ihr Werk ist in starker Übereinstimmung mit den Schriften Helena Blavatskys und anderer Theosophen, beispielsweise in ihrem Glauben an Reinkarnation und geistiger Evolution, weist aber auch einige Differenzen dazu auf. Baileys Werke handeln von esoterischer Philosophie und Psychologie, okkulten Lehren, Astrologie, Weiße Magie, Bewusstseinserweiterung und Meditation. Von Bailey stammt auch das Mantra von „Die große Invokation“, das von vielen Esoterikern weltweit benutzt wird. Sie gilt als Vorläuferin der New-Age-Bewegung. Zu den irdischen Vertretern der erhabenen kosmischen „weißen Bruderschaft“, die in ihrer theosophischen Weltanschauung das Weltenschicksal lenken, zählt Bailey auch politisch wirkungsträchtige Personen wie Mussolini, Franco, Stalin und Hitler, „der die Verantwortung für ein unglückliches Volk auf sich nahm.“ Ein Führerglaube, der von Esoterikern anderer Richtungen in dieser Form nicht geteilt wird.
Das im gesamten Werk laut Bailey vom Meister Der Tibeter übermittelte Wissen umfasst alle Lebensbereiche der Schöpfung und große Teile der menschlichen Geschichte und Religionen aus der ganz eigenen Sicht.
Dazu gehört die Idee der „7. Strahlen“ als Grundlage der Schöpfung, Ausdruck eines göttlichen Wesens, über das umfassende und tiefgehende Aussagen gemacht werden.
Wesentlicher Pfeiler der Lehre ist auch die Idee einer umfassenden Evolution sowohl der Schöpfung als auch des Individuums wie auch der Gruppe. Hier taucht als zentraler Begriff die „Einweihung“ auf, Schlüssel für das Fortschreiten der Seele – auch hier ist die Rede von Individual- wie Gruppenseele.
Es wird das Bild einer Schöpfung aufgezeigt, die von Bewusstsein erfüllt ist – das schöpferische Bewusstsein, manifestiert sich auch in dem für uns Sichtbaren. So sind die Planeten und Sonnen unserer Systeme nach diesem Weltbild nicht einfach Himmelskörper, sondern Ausdruck von hochentwickelten Bewusstseinsformen, über die in verschiedenen Schriften aus dem Gesamtwerk Aussagen gemacht werden.
Über die menschliche Psychologie, über Zeit vor Geburt und nach dem Tod, über Funktion von Traum und Zustände von Inspiration wie von Besessenheit, über die Abfolge von Wiederverkörperungen und deren Bedingungen werden ebenfalls in zahlreichen Werken sich ergänzende textliche Bausteine geliefert. All dies ließ ein überaus umfassendes und selbständiges Werk mit starkem Bezug zu anderen Vertretern der Theosophie entstehen. Faszinierend für viele Leser sind dabei sicherlich Abgleiche mit spirituellen Schriften verschiedener religiöser Richtungen oder anderer spiritueller Autoren.
Grundsätzlicher Entscheid für jeden Leser ist dabei immer die eigene Haltung zum Anspruch von Alice Bailey, bei fast allen ihren umfangreichen Werken „nur“ ein Werkzeug für den Meister The Tibetan gewesen zu sein – bei fast jeden Tag stundenlanger gemeinsamer Arbeit, wie sie in ihrer Autobiographie schildert. Und Stellung zu beziehen zum Anspruch dieses Wesens, durch seinen fortgeschrittenen geistigen Stand der Menschheit spirituelles Wissen von hoher Reinheit und tiefer Wahrheit übermitteln zu können, von der der Einzelne in großem Umfang profitieren kann.
Der Lucis Trust betrachtet es offensichtlich als Pflicht, dieses Wissen bereitzustellen, denn auf dessen Internetpräsenz wird zu allen von Alice Bailey veröffentlichten Werken kostenlos Zugang gegeben, darunter auch zu einer deutschen Übersetzung.

### Antisemitismus?
Kontroversen haben Thesen in ihrem Werk ausgelöst. Dem Thema des Judentums wird in zahlreichen Bänden des Gesamtwerks Raum eingeräumt. Dazu zählen Esoterisches Heilen, Probleme der Menschheit, Schicksal und Aufgabe der Nationen und Verblendung: Ein Weltproblem.
So stellt sie in Esoterisches Heilen über die Geschichte der Juden, wie sie im Alten Testament erzählt wird, fest, dass diese auf „derselben Ebene wie das Verhalten der Deutschen in der Gegenwart“ (S. 289) liege. Da dieser Text während des Zweiten Weltkrieges verfasst wurde, wird hier folglich eine Gegenüberstellung alttestamentlicher jüdischer Geschichte, die von aggressiven Handlungen erfüllt sei, mit dem Holocaust unternommen. Die Verfolgung der Juden sei Ergebnis eines negativen Karmas, das diese durch die „Frevelhaftigkeit ihres Handelns“ (ebd., S. 290) angehäuft hätten, sodass alles, was ihnen während der Naziverfolgung widerfuhr, „symbolisch und tatsächlich den Preis für alles, was sie in der Vergangenheit getan haben“ (ebd.) darstelle. Als Beispiel für diese Frevelhaftigkeit wird u. a. die „deutliche Grundtendenz des hebräischen Volkes, zu täuschen und zu übervorteilen“ (ebd., S. 293) genannt. Nur vollständige Assimilation könne das jüdische Problem lösen: „Das Problem wird gelöst werden, wenn der Jude bereit ist, sich der Zivilisation, der kulturellen Tradition und dem Lebensstandard eben jener Nation anzupassen, in die Geburt und Erziehung ihn hineinstellten“ (ebd., S. 293). Das jüdische Problem kann nach Bailey also nur gelöst werden, indem die Juden aufhören, Juden zu sein. Bailey verurteilt aber ebenso die Gräueltaten der Verfolger: „Was ich gesagt habe, mildert in keiner Weise die Schuld derer, welche die Juden so schwer mißhandelt haben“ (ebd., S. 292).
Besonders ausführlich wird auf die besondere Situation des jüdischen Volkes, wie sie aus Sicht von Alice Baileys Werk besteht, in Die geistige Hierarchie tritt in Erscheinung eingegangen. Dort beschreibt Der Tibeter – den Alice Bailey nach ihrer Aussage übermittelt – den Weg des jüdischen Volks in einem langen zeitlichen Zusammenhang von aufeinanderfolgenden Sonnensystemen. Sie werden als Abkömmlinge des ersten Sonnensystems betrachtet und waren das „höchste Produkt dieses Systems“ (S. 102).
Weiter heißt es: „Wenn die Menschheit das jüdische Problem (in verständnisvoller Zusammenarbeit mit den Juden selbst) lösen und die uralten Antipathien und Haßgefühle überwinden will, dann ist das nur in der Weise möglich, dass sie das Problem mit einer umfassenden humanitären Situation verbindet. … Die Erdenmenschheit und die Gruppe jener Menschen, die ihrer Herkunft weit älter sind als wir, werden dann eine einzige Menschheit bilden; dann wird Frieden auf Erden sein.“
Alle Texte zum Thema Judentum im Werk von Alice Bailey hier differenziert abzuhandeln, erforderte einen eigenständigen Beitrag – es wäre zu umfassend, um dem hier gerecht zu werden. Es wäre dabei auch sinnvoll, die laut Alice Bailey vom Meister Der Tibeter beschriebenen Voraussetzungen und Hintergründe – geistige und irdische Evolution usw. – mit zu erläutern. In Schicksal und Aufgabe der Nationen heißt es sogar, dass das Problem der Juden symbolisch gesprochen das Problem der Gesamtmenschheit ist (S. 43).
In Die unvollendete Autobiographie, veröffentlicht 1951 nach ihrem Tode, widmet sich Alice Bailey dem Thema selbst. Das heißt also, hier entstammt der Text nicht wie in den meisten veröffentlichten Büchern und wie von ihr angegeben den Durchgaben des Meisters der Hierarchie Der Tibeter. In Kapitel 3 davon schreibt sie: „Ich habe keinerlei Abneigung gegen Juden; einige meiner liebsten Freunde … sind Juden; ich liebe sie von ganzem Herzen, und sie wissen das auch. Es gibt nur wenige Menschen in der Welt, die mir so nahe stehen wie sie… Ich habe offiziell auf Hitlers schwarzer Liste gestanden, weil ich während meiner Vorlesungen in verschiedenen westeuropäischen Städten die Juden verteidigt hatte. Obwohl ich mir der wundervollen Eigenschaften der Juden, ihres Beitrags zur westlichen Kultur und Wissenschaft und ihrer ausserordentlichen Begabung auf dem Gebiet der schöpferischen Künste voll und ganz bewusst bin, kann ich mir doch keine unmittelbare Lösung für dieses kritische und verwirrende Problem vorstellen.“

## Werke
Werke, die nach den Angaben von Alice Bailey in Zusammenarbeit mit dem Meister The Tibetan (Der Tibeter) auf die von ihr beschriebene spezifische Weise in den Jahren 1919-1949 entstanden sind:
- Eine Abhandlung über Kosmisches Feuer. Lucis, Genf 1981 (2. Auflage), ISBN 3-87683-014-1.
- Eine Abhandlung über die Sieben Strahlen Band I: Esoterische Psychologie. Lucis, Genf 1993 (4. Auflage), ISBN 2-88289-066-4.
- Eine Abhandlung über die Sieben Strahlen Band II: Esoterische Psychologie. Lucis, Genf 1990 (3. Auflage), ISBN 2-88289-049-4.
- Eine Abhandlung über Weisse Magie. Lucis, Genf 1995 (6. Auflage), ISBN 3-87683-907-6.
- Esoterische Astrologie. Lucis, Genf 1988 (3. Auflage), ISBN 3-87683-914-9.
- Erziehung im Neuen Zeitalter. Lucis, Genf 1995 (3. Auflage), ISBN 2-88289-059-1.
- Esoterisches Heilen. Lucis, Genf 1995 (5. Auflage), ISBN 2-88289-068-0.
- Verblendung: Ein Weltproblem. Lucis, Genf, ISBN 978-3-87683-903-5.
- Initiation, menschliche und solare Einweihung. Lucis, Genf, ISBN 978-2-88289-061-0.
- Briefe über Okkulte Meditation. Lucis, Genf, ISBN 978-3-87683-911-0.
- Probleme der Menschheit. Lucis, Genf, ISBN 978-2-88289-065-8.
- Die Wiederkunft Christi. Lucis, Genf, ISBN 978-2-88289-044-3.
- Telepathie und der Ätherkörper. Lucis, Genf, ISBN 978-2-88289-046-7.
- Esoterische Psychologie, 2 Bände. Lucis, Genf, ISBN 978-2-88289-066-5 (Band 1).
- Die Strahlen und die Einweihungen. Lucis, Genf, ISBN 978-3-87683-077-3.
- Schicksal und Aufgabe der Nationen. Lucis, Genf, ISBN 978-2-88289-064-1.
- Jüngerschaft im Neuen Zeitalter, 2 Bände. Lucis, Genf, ISBN 978-2-88289-074-0 (Band 1).
- Die Geistige Hierarchie tritt in Erscheinung. Lucis, Genf, ISBN 978-3-87683-121-3.

Von Alice Bailey mit Hilfe von The Tibetan:
- Der Yoga-Pfad, Patanjalis Lehrsprüche. Lucis, Genf 1978, ISBN 3-87683-119-9.
- Die Arbeiten des Herkules: eine astrologische Interpretation. Lucis, Genf 1988, ISBN 3-87683-912-2.

Von Alice Bailey, laut ihrer Aussage ganz ihr eigenes Werk:
- Das Bewusstsein des Atoms, Vorträge. Lucis, Genf 1975, ISBN 3-87683-083-4.
- Die Seele und ihr Mechanismus, Das Problem der Psychologie. Lucis, Genf 1976, ISBN 3-87683-112-1.
- Vom Intellekt zur Intuition. Lucis, Genf 1986, ISBN 3-87683-902-5.
- Von Bethlehem nach Golgatha, Die Einweihungen Jesu. Lucis, Genf 1974, ISBN 3-87683-083-4.
- Die unvollendete Autobiographie. Lucis, Genf 1975, ISBN 3-87683-099-0.

Alle unter dem Namen von Alice Bailey veröffentlichten Werke sind auf der Internet-Präsenz des Lucis-Trust im englischen Original und in verschiedenen Übersetzungen kostenlos zugänglich, darunter auch in der deutschen Version.